# Herbert Scheibner
Herbert Scheibner (ur. 23 kwietnia 1963 w Wiedniu) – austriacki polityk i przedsiębiorca, parlamentarzysta, w latach 2003–2007 minister obrony.

## Życiorys
Studiował ekonomię na Uniwersytecie Ekonomicznym w Wiedniu oraz prawo na Uniwersytecie Wiedeńskim. Do 1988 pracował w sektorze bankowym i ubezpieczeniowym. W 1983 wstąpił do Wolnościowej Partii Austrii (FPÖ). Był etatowym działaczem partyjnym. W latach 1988–1989 pracował w sekretariacie generalnym, od 1989 do 1993 kierował partyjną organizacją młodzieżową Ring Freiheitlicher Jugend. W latach 1992–1995 był sekretarzem generalnym FPÖ, a od 1994 do 1999 dyrektorem zarządzającym związanej z tym ugrupowaniem Freiheitliche Akademie.
W latach 1987–1990 był radnym wiedeńskiej dzielnicy Rudolfsheim-Fünfhaus. W 1990 po raz pierwszy został posłem do Rady Narodowej. Uzyskiwał reelekcję w kolejnych wyborach, wykonując mandat deputowanego do niższej izby austriackiego parlamentu do 2013. Od lutego 2000 do lutego 2003 sprawował urząd ministra obrony w pierwszym rządzie Wolfganga Schüssela. W 2005 przeszedł z FPÖ do założonego przez Jörga Haidera Sojuszu na rzecz Przyszłości Austrii, w latach 2008–2009 był jego tymczasowym przewodniczącym. W 2013 wycofał się z działalności politycznej. Wcześniej w 2007 zajął się prowadzeniem własnego przedsiębiorstwa w ramach spółki prawa handlowego.